# I tre caballeros
I tre caballeros (The Three Caballeros) è un film d'animazione del 1944 diretto da Norman Ferguson mentre Clyde Geronimi, Jack Kinney e Bill Roberts diressero le sequenze. È prodotto da Walt Disney Productions. Il film debuttò a Città del Messico il 21 dicembre 1944, mentre uscì negli Stati Uniti il 3 febbraio 1945 e in Italia il 14 luglio 1949. È il 7º Classico Disney e narra un'avventura attraverso l'America Latina combinando animazione e live-action (tecnica mista). Questo è il secondo dei film collettivi della Disney degli anni quaranta.
Nel film appaiono diverse stelle latino-americane del periodo tra cui la cantante brasiliana Aurora Miranda e le artiste messicane Dora Luz e Carmen Molina.
Come il precedente Saludos Amigos (1942), il film è stato prodotto come parte della politica di buon vicinato con l'America Latina commissionata dal Dipartimento di Stato degli Stati Uniti d'America. Tuttavia il film rende meno ovvio il messaggio propagandistico puntando sull'immaginazione degli animatori. Il lungometraggio vede ancora una volta protagonista Paperino che nel corso del film è affiancato dal vecchio amico José Carioca, il pappagallo fumatore di sigaro da Saludos Amigos che rappresenta il Brasile, e in seguito da un nuovo amico nella persona del gallo pistolero Panchito Pistoles in rappresentanza del Messico.
Il film ricevette due nomination all'Oscar nel 1946: migliore colonna sonora e miglior sonoro (C. O. Slyfield).
Negli Stati Uniti il film fu pesantemente modificato e riedito il 15 aprile 1977 in forma di cortometraggio per accompagnare una riedizione de L'incredibile furto di Mr. Girasole, mentre in Italia venne riedito (integralmente) nel 1955 e 1959.

## Trama
Il film è composto da vari segmenti, collegati da un tema comune. Nel film, è il compleanno di Paperino, e lui riceve tre regali dagli amici in America Latina. Il primo regalo è un proiettore cinematografico, che gli mostra un documentario sugli uccelli. Nel corso del documentario, viene a conoscenza dell'Aracuan, il cui nome è dovuto alla sua sciocchissima canzone. L'Aracuan fa anche diverse apparizioni lungo tutto il film.
Il regalo successivo è un libro dato a Paperino da José Carioca stesso. Questo libro racconta di Bahia, uno dei 26 stati del Brasile. José fa restringere sé stesso e Paperino, in modo che possano entrare nel libro. I due si imbattono in alcuni degli abitanti intenti a ballare il samba, e Paperino finisce per invaghirsi di una ragazza. Dopo il viaggio, Paperino e José lasciano il libro.
Al ritorno, Paperino si rende conto di essere troppo piccolo per aprire il suo terzo regalo, e José gli mostra come usare la magia per tornare della giusta dimensione. Dopo aver aperto il regalo, Paperino incontra Panchito Pistoles, un gallo antropomorfo originario del Messico. I tre prendono il nome de "I tre caballeros", e festeggiano brevemente. Panchito presenta quindi a Paperino il suo regalo, una piñata. Panchito racconta a Paperino della tradizione dietro la piñata. José e Panchito poi bendano Paperino e gli fanno tentare di rompere la piñata, che alla fine rivela molte sorprese. La celebrazione si conclude con Paperino che viene sparato via da un mucchio di fuochi d'artificio che formano un toro (i fuochi vengono accesi da José con il suo sigaro). Infine Paperino atterra e saluta il pubblico insieme a José e Panchito mentre i fuochi artificiali, esplodendo, formano la scritta "fine" nelle lingue dei paesi nativi dei protagonisti: il Brasile, il Messico e gli Stati Uniti d'America.
Per tutto il film, l'Aracuan compare in momenti casuali. Di solito assilla tutti, a volte ruba il sigaro a José. La sua gag più famosa è quando reindirizza il treno disegnando nuove rotaie. Ritorna tre anni dopo nel film Disney Lo scrigno delle sette perle.
Il film consiste di otto segmenti.

### Episodi

#### Il pinguino a sangue freddo
Questo segmento coinvolge un pinguino di nome Pablo, e riproduce immagini dei pinguini di Punta Tombo in Argentina, lungo la costa della Patagonia. Pablo è così stufo delle condizioni di gelo del Polo Sud che decide di partire per climi più caldi.

#### Il gauchito volante
Questo segmento comprende le avventure di un bambino in Argentina e del suo asino alato, Burrito. Si ritiene che l'asino sia modellato sul vigoroso latin lover Don Juan De Gama.

#### Un viaggio a Bahia
Questo segmento comprende un viaggio attraverso Salvador, la capitale dello Stato brasiliano di Bahia, mentre Paperino e José Carioca si imbattono in alcuni residenti che ballano un vivace samba. Paperino si invaghisce di una delle donne, interpretata dalla cantante Aurora Miranda.

#### Las Posadas
Questa è la storia di un gruppo di bambini messicani che celebrano il Natale reinterpretando il viaggio di Maria, la madre di Gesù, e san Giuseppe alla ricerca di una stanza nelle locande: Posada significa "ricovero", e venne detto loro no hay posada ("non c'è ricovero") in ogni casa fino a quando non arrivarono dove venne loro offerto rifugio in una stalla. Questo porta ai festeggiamenti, compresa la rottura della piñata, che a sua volta Paperino cerca di rompere.

#### Messico: Pátzcuaro, Veracruz e Acapulco
Panchito regala a Paperino e José un tour del Messico su un sarape volante. Qui si imparano diversi balli e canzoni del Messico. Un punto fondamentale di ciò che accade in seguito è che Paperino sembra essere nuovamente un "lupo" per le donne, andando alla caccia di ogni ragazza che vede e cercando di guadagnarsi il loro affetto, senza però riuscirci. E finendo per baciare José con gli occhi bendati.

#### You Belong To My Heart
I cieli del Messico fanno innamorare Paperino di una donna che canta. Il testo della canzone stessa gioca una parte negli scenari e anche in ciò che accade.

#### Le surreali fantasticherie di Paperino
Un bacio (anzi, molti baci) portano Paperino ad interpretare la frase "L'amore è una droga". Questa scena è simile alla "parata degli elefanti rosa" di Dumbo, per essere una grande scena da "ubriaco". Paperino immagina costantemente colori, fiori, e Panchito e José che saltano fuori nei momenti peggiori. La scena cambia dopo che Paperino riesce a ballare con una giovane di Oaxaca, dall'Istmo di Tehuantepec. I due danzano sulla canzone La Sandunga. Mentre la giovane comincia a cantare la canzone come se fosse una specie di valzer malinconico, Paperino "starnazza" il resto del coro. La "sbornia" rallenta per un attimo, ma accelera di nuovo quando un'altra giovane messicana utilizza un frustino da cavallerizza per far fare ai cactus qualsiasi cosa mentre lei balla Jesusita en Chihuahua, un brano marchio della rivoluzione messicana: Paperino assiste ad uno spettacolo della marcia ballata e cantata finale. Questa è una scena notevole per la commistione tra live action e animazione, così come per l'animazione tra i cactus.

#### Gran finale
La scena si interrompe quando Panchito e José si preparano per il finale e Paperino finisce per combattere un toro giocattolo con ruote per zampe. Il problema è che esso è caricato con fuochi d'artificio e altri esplosivi. Sconfitto il bestione giocattolo esplosivo dopo aver fatto un atterraggio e salutato il pubblico, Paperino si unisce con gioia a José e Panchito allo spettacolo dei fuochi artificiali che, illuminando il cielo, compongono la scritta "Fine" nelle lingue dei Paesi nativi in cui vivono i tre protagonisti.

## Colonna sonora
La colonna sonora originale del film fu composta da Edward H. Plumb, Paul J. Smith e Charles Wolcott.
La title track, I tre caballeros, ha la melodia basata su quella di Ay, Jalisco, no te rajes!, una canzone messicana composta da Manuel Esperón (1911–2011) con testi di Ernesto Cortázar (1897–1953), pubblicata originariamente nel 1941 nel film omonimo, interpretato da Jorge Negrete. Dopo aver visto il successo di Manuel Esperón nel cinema messicano, Walt Disney lo chiamò personalmente per chiedergli di partecipare al film. Nuovi testi in inglese vennero scritti per la canzone da Ray Gilbert.
Bahia ha la melodia basata su quella della canzone brasiliana Na Baixa do Sapateiro, che era stata scritta da Ary Barroso e pubblicata per la prima volta nel 1938. Nuovi testi in inglese vennero scritti da Ray Gilbert. Un'altra canzone di Ary Barroso, Aquarela do Brasil, era contenuta nel prequel de I tre caballeros, Saludos Amigos, con i suoi testi originali in portoghese.
Sei mai stato a Bahia? (Você Já Foi à Bahia?) venne scritta da Dorival Caymmi e fu originariamente pubblicata nel 1941. La canzone è stata tradotta in inglese, senza grandi cambiamenti, se non sostituendo la parola "nega" (una donna di origine africana) con "Donald", a cui si rivolge la canzone nel film. Parti della canzone sono ancora cantate in portoghese.
Pandeiro & Flute venne scritta da Benedito Lacerda, ed è riprodotta durante la sequenza del treno di Bahia. È parere dell'emerito archivista capo della Disney, Dave Smith, che il pezzo non fosse stato scritto originariamente per il film, ma fosse stato invece concesso in licenza a Disney, ma egli non è a conoscenza di alcuna prova che lo dimostri. Il pezzo venne sviluppato da Charles Wolcott, e Lacerda non fu accreditato nel film.
Os Quindins de Yaya venne scritta da Ary Barroso e pubblicata per la prima volta nel 1941. A differenza di altre canzoni di Barroso presenti in questo film, è stato lasciata in portoghese. La canzone è cantata da Aurora Miranda nel film.
Os Quindins de Yaya viene brevemente interrotta da un uomo che canta una piccola parte di Pregões Cariocas, che venne scritta da Braguinha nel 1931. Questo brano è stato registrato con il nome di Cena Carioca e divenne conosciuto come Pregões Cariocas nel 1936.
Mexico venne composta da Charles Wolcott con testi di Ray Gilbert e fu cantata da Carlos Ramírez. È l'unica canzone nel film ad essere completamente originale.
Il Jarabe Pateño fu scritto da Jonás Yeverino Cárdenas nel 1900. È considerata una delle composizioni più famose dello Stato messicano di Coahuila.
Lilongo venne scritta da Felipe "El Charro" Gil e pubblicata negli USA nel 1946, anche se era stata registrata nel 1938. È eseguita dal Trío Calaveras nel film.
You Belong to My Heart ha la melodia basata sulla canzone messicana Solamente una vez, che fu scritta da Agustín Lara. Nuovi testi in inglese sono stati scritti per la canzone da Ray Gilbert.
La Zandunga (scritto anche La Sandunga) è una canzone tradizionale messicana e l'inno non ufficiale dell'Istmo di Tehuantepec, nello Stato messicano di Oaxaca. La melodia si crede abbia avuto origine nell'Andalusia e fu riarrangiata da Andres Gutierrez. I testi della canzone furono scritti da Máximo Ramo Ortiz nel 1853. Fu arrangiata per questo film da Charles Wolcott.
La composizione strumentale che si sente mentre i cactus danzano è Jesusita en Chihuahua, un inno della rivoluzione messicana scritto da Quirino Mendoza y Cortés nel 1916. Nel tempo questo pezzo finì per essere conosciuto con il nome di JC Polka, Jesse Polka e Cactus Polka.
La composizione strumentale Sobre las olas (Sopra le onde), scritta dal cantautore messicano Juventino Rosas e pubblicata per la prima volta nel 1888, può essere ascoltata nella colonna sonora durante il segmento Il pinguino a sangue freddo mentre Pablo il pinguino è in partenza per le isole Galápagos. Infine, una piccola porzione di Jingle Bells è brevemente cantata da Paperino.

## Distribuzione

### Data di uscita
Le date di uscita internazionali sono state:
- 21 dicembre 1944 in Messico
- 3 febbraio 1945 negli USA
- 4 febbraio in Brasile (Você Já Foi à Bahia?)
- 7 dicembre in Australia
- 24 dicembre in Portogallo (Caixinha de Surpresas)
- gennaio 1946 in Irlanda
- 17 gennaio in Canada
- 18 marzo nel Regno Unito
- 7 febbraio 1947 in Spagna (Los tres caballeros)
- 28 marzo in Svezia
- 7 ottobre 1948 in Belgio e nei Paesi Bassi
- 25 novembre in Francia (Les trois caballeros)
- 14 luglio in Italia
- 17 marzo 1949 a Hong Kong
- 18 maggio 1951 in Finlandia (Kolme caballeroa)
- 14 dicembre 1954 in Germania Ovest (Drei Caballeros)
- 2 settembre 1955 in Austria (Drei Caballeros)
- 13 dicembre 1956 nelle Filippine
- 18 maggio 1959 in Giappone (San hito no kishi)

### Edizione italiana
Il doppiaggio italiano, diretto da Mario Almirante su dialoghi di Alberto Liberati, venne eseguito negli stabilimenti Fono Roma dalla CDC. I titoli di testa italiani non sono accompagnati dalla title track I tre caballeros, ma dalla parte strumentale di Os Quindins de Yaya (una cosa simile accadrà anche nei successivi due Classici Disney). Come in Saludos Amigos, i tre protagonisti parlano in italiano mantenendo i loro doppiatori originali.

### Edizioni home video

#### VHS
La prima edizione VHS uscì nel giugno 1983. La seconda edizione VHS uscì nell'aprile 1992 e venne seguita da un'altra edizione, quasi identica, nell'agosto 1997.

#### DVD
La prima edizione DVD del film uscì il 1º marzo 2004. Il 4 novembre 2015 torna ad essere disponibile all'interno della raccolta I Classici Disney.

## Serie televisiva
Il 9 giugno 2018 è stata pubblicata nell'app DisneyLife nelle Filippine una serie animata in 13 episodi liberamente ispirata al film, intitolata La leggenda dei tre caballeros (Legend of the Three Caballeros) e realizzata dalla Disney Digital Network. Nella trama, di genere fantasy, Paperino eredita dal suo bisnonno Clinton Coot una cabana che deve condividere con José e Panchito. Nella cabana i tre scoprono un libro magico che quando viene aperto libera la dea Xandra. La dea spiega che loro sono i discendenti di un trio di avventurieri noti come "i Tre Caballeros", che molto tempo prima avevano impedito al malvagio stregone Lord Felldrake di conquistare il mondo e lo avevano sigillato nel suo bastone magico. Nel frattempo, il bastone viene scoperto dal suo discendente, il barone Von Sheldgoose. Mentre il barone si propone di far rivivere Felldrake, i nuovi Tre Caballeros devono imparare a diventare eroi per salvare il mondo dal disastro.